# Parasmittina anderseni
Parasmittina anderseni är en mossdjursart som beskrevs av Cheetham och John Herman Sandberg 1964. Parasmittina anderseni ingår i släktet Parasmittina och familjen Smittinidae.
Artens utbredningsområde är Mexikanska golfen. Inga underarter finns listade i Catalogue of Life.